# Fachplanung
Fachplanung bezeichnet im Bauwesen eine spezialisierte Planung, einen besonderen Planungsabschnitt, durch einen sogenannten Fachplaner. Außerdem wird der Begriff bei sektoralen überörtlich raumbedeutsamen Planungen verwendet.
Im Bereich der Veranstaltungsplanung werden Fachplaner eingesetzt, die je nach Aufgabengebiet planerische und konzeptionelle Aufgaben wahrnehmen. 

## Architektur
In Hochbau und Architektur ist Fachplanung eine Abgrenzung zur übergreifenden Planung des Architekten. Fachplaner sind beispielsweise Tragwerksplaner, Bauphysiker oder Planer der Haustechnik (technische Gebäudeausrüstung, Klima, Sanitär, Energie), nicht jedoch Landschaftsarchitekten. 
Grundlage der Fachplanung sind in der Regel die Unterlagen des Architekten oder Landschaftsarchitekten, beispielsweise in Form einer Entwurfs- oder Genehmigungsplanung. Die Fachplanung fließt danach in die Ausführungsplanung (Werkplanung) ein. In Deutschland ist das Leistungsbild einiger Fachplaner in der Honorarordnung für Architekten und Ingenieure (HOAI) definiert.

## Raumbedeutsame Planungen
Im Kontext der Raumplanung in Deutschland werden als Fachplanung oder auch sektorale Planung solche Planungen bezeichnet, die sich auf einzelne Fachaufgaben konzentrieren und – anders als die auch als Querschnittsplanung oder Gesamtplanung bezeichneten Aufgaben Landesplanung, Regionalplanung (Raumordnung) und Bauleitplanung (Stadtplanung) – nicht alle räumlichen Nutzungsansprüche gleichermaßen behandeln, sondern einen speziellen Bodennutzungsanspruch für ihren Fachbelang erheben. Sofern sie die räumliche Entwicklung oder Funktion eines Gebietes beeinflussen, werden sie zu den raumbedeutsamen Planungen gezählt. Fachplanungen sind in der Regel durch Fachgesetze geregelt. Zu den Fachplanungen zählen unter anderem: 
- Abbau von Bodenschätzen
- Flurbereinigung
- Landschaftsplanung
- Technische Ver- und Entsorgung
- Verkehrsplanung
- Wasserwirtschaftliche Planung

Fachplanungen gibt es als vorbereitende Planwerke (z. B. Landschaftsprogramm, forstlicher Rahmenplan, Nahverkehrsplan) und als Zulassungsplanungen. Bei den Zulassungsplanungen ist zu unterscheiden zwischen dem Planfeststellungsverfahren, wenn es sich um raumbedeutsame (Bau-)Vorhaben handelt, und der Nutzungsregelung (z. B. Landschaftsschutzgebiet), wenn es um ein Nutzungsregime für ein Gebiet geht. Die Gemeinden müssen die Festsetzungen aus der Planfeststellung und der Nutzungsregelung im Flächennutzungsplan und im Bebauungsplan nachrichtlich übernehmen, es verbleibt ihnen kein eigener Planungsspielraum dazu.

## Veranstaltungsplanungen
Bei der Planung von Veranstaltungen werden externe Fachplaner von Veranstaltern oder Betreibern mit planerischen bis konzeptionellen Aufgaben beauftragt. Insbesondere sind dabei Sicherheitsfachpersonen für eine rechtskonforme Planung und Konzeption verantwortlich und beraten Auftraggeber, Behörden und andere Sicherheitsgewerbe, stimmen sich mit diesen ab, und werten die Ergebnisse sowie Abstimmungen in Sicherheitskonzepte und Plänen aus.
Dabei beinhaltet der Themenumfang alle wichtigen Aspekte hinsichtlich der Besuchersicherheit. Hierzu zählen als Beispiel:
- Flucht- und Rettungswege
- Räumungskonzepte
- Flächenberechnungen
- Wettereinflüsse
- Baumsicherheit
- Standsicherheit
- Besucherinformationen
- Darbietungen
- Belüftung und Rauchabzug
- Sicherheitsbeleuchtung und andere Materialien